# Miguel Riglos
Miguel Riglos é um município da província de La Pampa, na Argentina.